# 周国光 (语言学家)
周国光（1952年—），安徽界首人，享受国务院政府特殊津贴专家，华南师范大学教授。

## 生平
1985年于安徽师范大学获文学硕士学位，师从张涤华、龚千炎先生。先后在安徽师范大学、南京师范大学、华南师范大学任教，担任硕士生导师和博士生导师。
主要从事语法学、词汇学和心理语言学研究工作，发表学术论文百余篇。1999年获王力语言学奖二等奖。

## 著作
- 《汉语句法结构习得研究》（1997年，安徽大学出版社）
- 《古汉语常用字多用字典》（主编）（2000年，安徽教育出版社）
- 《现代汉语词汇学导论》（2004年，广东高等教育出版社）
- 《古代汉语同义词辨析》（2009年，广东高等教育出版社）
- 《现代汉语配价语法研究》（2011年，高等教育出版社）
- 《古代汉语词类活用例释》（2013年，广东高等教育出版社）
- 《三国人物攻略：张飞》（2013年，黄山书社）
- 《现代汉语概论》（2014年，广东高等教育出版社）
- 《汉族儿童句法习得研究》（2016年，广东高等教育出版社）
- 《向心结构难题专题研究》（2016年，广东高等教育出版社）